# Horn (dessinateur)
Pour les articles homonymes, voir Horn.
Horn de son vrai nom Fernand Van Horen, né le 10 décembre 1909 à Charlesville, Congo belge, actuellement Djokupunda, République démocratique du Congo, mort à Uccle (région de Bruxelles-Capitale, Belgique) le 15 septembre 2005, est un dessinateur et caricaturiste belge qui a publié plus de 10 000 dessins, principalement sportifs, pour le quotidien belge Le Soir de 1936 à 1940 et de 1947 à 1990. Il est principalement connu pour avoir dessiné chaque semaine, pendant 31 ans, Le Week-end sportif, vu par Horn sous forme d'une demi-page du Soir, l'autre moitié de la même (dernière) page étant réservée à la Petite Gazette, qui existe toujours au XXIe siècle quoique dans un format un peu plus réduit.

## Biographie
Fernand Van Horen naît le 10 décembre 1909 à Charlesville au Congo belge. Son père, Léon Van Horen travaillait pour La Compagnie du Kasaï, sa mère, Kapinga Tumba, était la fille du chef de village. Après le décès de son père en 1912, la famille le rapatrie en Belgique comme elle l'avait déjà fait pour Alice, sa sœur ainée. Les deux enfants seront élevés à Bruxelles, chacun par une tante différente. Son frère Albert, né en 1912, n'ayant pas encore été reconnu par le père, restera près de sa mère. Après des études primaires à l'école no 3 de Saint-Gilles, il effectue ses humanités à l'athénée de la même commune.
En 1926 il entre à l'académie royale des beaux-arts de Bruxelles où il aura pour professeurs les peintres Jean Delville, Émile Fabry et Anto Carte.
Passionné par les chevaux, il fait son service militaire au 2e régiment de lanciers (Belgique) où il sera le premier homme de couleur à devenir officier de réserve d'un régiment de cavalerie de l'armée belge. Ne pouvant prétendre à en faire son métier vu qu'il est métis et que les officiers de cavalerie se devaient à l'époque d'appartenir à la noblesse, il commence sa vie active comme employé de banque à la Caisse générale de Reports et de Dépôts à Bruxelles. Parallèlement à cette profession, à partir de décembre 1936, il fournit régulièrement des petits portraits de sportifs au journal Le Soir.
Sportif, il a pratiqué le hockey à l’athénée de Saint-Gilles, l'athlétisme au Crabbegat et à la Royale Union Saint-Gilloise. Ses meilleurs résultats, il les réalise en saut en hauteur ; champion de Bruxelles en 1932 et 2e des championnats de Belgique en 1933. Escrimeur, il a été désigné dans une pré-sélection à partir de laquelle devait être formée l’équipe belge d’escrime pour les Jeux olympiques de 1936.
Il entre le 1er mars 1941 dans l'Armée secrète mais est arrêté sur dénonciation, par la Gestapo, le 24 février 1943 avec 12 de ses camarades, il est placé au secret en tant que prisonnier Nuit et Brouillard. Il est emprisonné à la prison de Saint-Gilles. Après avoir été interné au camp d'Esterwegen Fernand Van Horen est transféré au camp de concentration de Flossenbürg d'où il est libéré le 23 avril 1945 par les troupes américaines du général George Patton.

## Carrière
Rescapé des camps, il démissionne de la banque et rejoint le journal L’Éclair, fondé par Fernand Demany le 2 octobre 1945. Ce quotidien destiné aux résistants disparaitra le 9 mars 1946. Il reprend ses activités artistiques pour Le Soir en janvier 1947 en publiant chaque semaine le Week-end sportif vu par Horn, rubrique illustrée publiée sur une demi page du journal, jusqu'en 1978, et qui fera son succès. Il doit également sa popularité aux dessins illustrant quotidiennement les étapes du Tour de France et surtout à la carte du Tour que Le Soir publiait en couleur sur une pleine page. Dans les années 1950 il effectue, toujours pour Le Soir, de nombreux croquis d'audience.
D'autres rubriques suivent: Le Sport Souriant de septembre 1978 à décembre 1982, l'illustration de la première page du cahier "Sport" de mars 1983 à février 1987. Il illustre et rédige la rubrique, quasi quotidienne, Il y a 50 ans de février 1972 à avril 1990. Pour le même quotidien, Horn illustre de nombreux feuilletons, des séries historiques, des articles sportifs.
Notons qu'il a également dessiné pour Het Laatste Nieuws avant guerre et pour Le Soir illustré après guerre mais aussi dans les années 1970 et 80.
Il réalise de nombreuses publicités pour Surdiac, Knorr, Citroën, Tricidine, Kelvinator, Caltex et Mans (Brasserie Wielemans-Ceuppens), marques pour lesquelles il crée des séries de strips originaux.
Il illustre des pochettes de disques, des affiches de cinéma ainsi que quelques livres, principalement sur les chevaux. Le Soir n'a publié qu'un seul recueil de Week-end sportif en 1961, Quand le sport s'habille de rire, offert aux participants des jeux de plage organisés sur la côte belge par le quotidien.
Horn a également dessiné sous le pseudonyme Jonko, référence à son lieu de naissance pour Le Soir, mais aussi pour d'autres médias comme Le Moustique des éditions Dupuis en 1947 et Le Soir Illustré. 
À noter que Horn a publié une bande dessinée, Johnny et sa bande, dans Le Petit Monde, l'hebdomadaire promotionnel édité par Le Bon Marché de 1946 à 1948, périodique où figurent les signatures de Peyo et de Willy Vandersteen. Il participe également à l'album collectif Il était une fois... Les Belges publiés aux éditions du Lombard en 1980.
Horn meurt le 15 septembre 2005 à Uccle, une commune bruxelloise, à l'âge de 95 ans, des suites d'une bronchopneumonie.

### Vie privée
Fernand Van Horen a épousé Denise Hentiens avec qui il a eu deux enfants ; Michèle en 1938 et Jean-Francis (dit John) en 1941. 

## Réception

### Prix et distinctions
- Officier de l'Ordre de Léopold[19],[29] ;
- Chevalier de l'Ordre de la Couronne[19] ;
- Chevalier de l'Ordre de Léopold II[19] avec Palme ;
- Croix de Guerre[19] avec Palme ;
- Croix du prisonnier politique 1940-1945[19] ;
- Oscar à bistouille 1992[30] ;
- Chevalier de Toone[réf. nécessaire] ;
- Président de La Mine Souriante[19].

### Postérité
Une première exposition Foot & Horn lui est consacrée à la Maison de l'image de la Seed Factory à Bruxelles du 17 mai au 30 juin 2018,.
Une 2e exposition consacrée à ses dessins sur la balle pelote est proposée dans le cadre du 50e anniversaire du Tournoi du Tilburck, du 19 au 26 juillet 2019, à l'Hôtel de ville de Braine-le-Comte.

## Œuvres
- Quand le sport s'habille de rire, Le Soir, 1961.

### Illustration
- Édouard de Loménie : À Cheval (de l'amateur au professionnel), Édition Malgrétout, Bruxelles, 1974.
- Édouard de Loménie et René Moiran : Le Rire à Cheval, Malgrétout, Bruxelles, 1988 (OCLC 964234850).

### Collectifs
- Il était une fois... Les Belges[28], Le Lombard, Bruxelles, 1980
Scénario et couleurs : collectif - Dessin : collectif dont Horn,Participation : De l'imperator de la grande ronde au repos du guerrier.
- Er Waren Eens... Belgen, Éditions du Lombard, 1980[33]
- Drôle de crise, Édition Robert Dassel, 1982.

### Interviews
- Fernand Van Horen sur le site de la Fondation Auschwitz.